# Юніверсал-Сіті (Техас)
Юніверсал-Сіті (англ. Universal City) — місто (англ. city) в США, в окрузі Беар штату Техас. Населення — 19 720 осіб (2020).

## Географія
Юніверсал-Сіті розташований за координатами 29°33′7″ пн. ш. 98°18′27″ зх. д. / 29.55194° пн. ш. 98.30750° зх. д. (29.552000, -98.307577).  За даними Бюро перепису населення США в 2010 році місто мало площу 14,51 км², з яких 14,45 км² — суходіл та 0,06 км² — водойми.

## Демографія
Згідно з переписом 2010 року, у місті мешкало 18 530 осіб у 7575 домогосподарствах у складі 4973 родин. Густота населення становила 1277 осіб/км².  Було 8036 помешкань (554/км²).
Расовий склад населення:
| - 75,4 % — білих - 10,1 % — чорних або афроамериканців - 2,9 % — азіатів - 0,7 % — корінних американців - 0,3 % — вихідців з тихоокеанських островів - 6,3 % — осіб інших рас |

До двох чи більше рас належало 4,2 %. Частка іспаномовних становила 32,3 % від усіх жителів.
За віковим діапазоном населення розподілялося таким чином: 24,3 % — особи молодші 18 років, 63,0 % — особи у віці 18—64 років, 12,7 % — особи у віці 65 років та старші. Медіана віку мешканця становила 36,1 року. На 100 осіб жіночої статі у місті припадало 93,0 чоловіків;  на 100 жінок у віці від 18 років та старших — 89,0 чоловіків також старших 18 років.
Середній дохід на одне домашнє господарство  становив 68 112 долари США (медіана — 57 682), а середній дохід на одну сім'ю — 74 759 доларів (медіана — 62 488). Медіана доходів становила 40 053 долари для чоловіків та 35 346 доларів для жінок. За межею бідності перебувало 10,2 % осіб, у тому числі 17,1 % дітей у віці до 18 років та 5,9 % осіб у віці 65 років та старших.
Цивільне працевлаштоване населення становило 9413 осіб. Основні галузі зайнятості: освіта, охорона здоров'я та соціальна допомога — 20,4 %, мистецтво, розваги та відпочинок — 17,2 %, роздрібна торгівля — 10,3 %, науковці, спеціалісти, менеджери — 9,6 %.